# Abei
Abei (kinesiska: 阿北, 阿北乡) är en socken i Kina. Den ligger i provinsen Heilongjiang, i den nordöstra delen av landet, omkring 510 kilometer öster om provinshuvudstaden Harbin. Antalet invånare är 4 201. Befolkningen består av 2 028 kvinnor och 2 173 män. Barn under 15 år utgör 17,0 %, vuxna 15-64 år 77 %, och äldre över 65 år 4,0 %.
Genomsnittlig årsnederbörd är 1 005 millimeter. Den regnigaste månaden är juli, med i genomsnitt 215 mm nederbörd, och den torraste är januari, med 14 mm nederbörd.